# Відносності концепція
Відно́сності конце́пція — методологічна концепція у природознавстві, яка характеризує відношення досліджуваного предмета до вихідної системи — системи референції (у фізиці, наприклад, це система відліку або вимірювальні засоби).

## Визначення
Таке визначення В. к. випливає з принципів матеріалістичної діалектики, за якими в матеріальному світі всі речі й процеси перебувають між собою у певних відношеннях і зв'язках і зумовлюють один одного.
У природничо-наук. пізнанні В. к. є виразом пізнавального відношення дослідника до об'єктів дослідження через умови пізнання, що конкретизується в пізнавальних засобах дослідника (принципи відносності, інваріантність і ко-варіантність величин та відношень величин тощо). В. к. забезпечує відображення об'єктивності змісту законів природи (їхню незалежність від використовуваних експериментальних і теоретич. засобів) у природничонаук. знанні.

## Сутність
Різний ступінь залежності уявлень про фізичні явища від умов пізнання саме і характеризує В. к., зокрема спеціальний та загальний принципи відносності.
Згідно з В. к., хоч інформація про фіз. об'єкти буває різною, залежно від вибору системи відліку чи вимірювальних засобів, зміст законів природи не залежить від цього вибору.

## Види відносностей
Відхилення природознавства 20 ст. від цієї осн. методологіч. настанови класич. природознавства характеризує доповняльності концепція. Розрізняють матем. і власне фіз. відносність.
Матем. відносність має тривіальний характер: будь-яка величина є відносною, оскільки базується на обраних дослідником мірі або стандарті.
Фіз. відносність визначається умовами пізнання дослідника і, в кінцевому підсумку, закономірностями самої природи. В методології природознавства відомі такі види фіз. відносності: коли під умовами пізнання розуміють абсолютний простір або якесь інше абсолютно нерухоме середовище; коли як умови пізнання виступають клас інерційних систем відліку або тіла відліку, що деформуються, «молюски відліку» (тобто тіла, які зазнають впливу гравітуючої матерії); коли під умовами пізнання розуміють певний клас вимірювальних засобів (кінетич. і динаміч. типів), тобто відносність щодо засобів спостереження та їхньої внутр. будови. Фіксація концепцією відносності взаємозв'язку об'єктів дослідження і умов пізнання дослідника передбачає, що природа існує незалежно від пізнавальних засобів дослідника.

## Застосування
До В. к. звертаються при побудові, тлумаченні та застосуванні фундаментальних природничонаук, теорій. В. к. спирається на матеріалістич. розв'язання основного питання філософії, тобто на визнання об'єктивності природи, її незалежності і первинності щодо пізнання дослідника. Залежність опису досліджуваних явищ від системи референції випливає з взаємозв'язку об'єкта дослідження, умов пізнання і дослідника в процесі пізнання, проте це не означає, що засоби пізнання не впливають на поведінку об'єктів дослідження.
В. к., як і доповняльності концепція, є однією з методологічних настанов сучасного природознавства.